# Callimetopus cordifer
Callimetopus cordifer är en skalbaggsart som först beskrevs av Heller 1924.  Callimetopus cordifer ingår i släktet Callimetopus och familjen långhorningar.
Artens utbredningsområde är Filippinerna. Inga underarter finns listade.